# Cibetka pobřežní
Cibetka pobřežní (Viverra civettina) je cibetkovitá šelma přirozeně se vyskytující v indickém Západním Ghátu. Podle Červeného seznamu IUCN patří ke kriticky ohroženým taxonům a její populace ve volné přírodě je odhadována na méně než 250 dospělých jedinců. Během průzkumů provedených v letech 1990 až 2014 nebyl její výskyt zaznamenán. Na počátku 90. let 20. století izolované populace přežívaly v méně narušených oblastech jižního Malabárského pobřeží, ale byly vážně ohroženy ničením jejich přirozených stanovišť i lovem.

## Taxonomie
Vědecký název Viverra civettina byl navržen anglickým zoologem Edwardem Blythem roku 1862 pro druh cibetky vyskytující se na jihu Malabárského pobřeží. Britský zoolog Reginald Innes Pocock považoval tento druh za odlišný od cibetky skvrnité (Viverra megaspila), zatímco John Ellerman a Terence Morrison-Scott cibetku pobřežní považovali za poddruh cibetky skvrnité. Červený seznam IUCN rozlišuje cibetku pobřežní a cibetku skvrnitou jako dva odlišné druhy.

## Popis
Základní zbarvení je tmavě šedé, na zádech a bocích jsou velké tmavé skvrny a tmavé znaky jsou také na lících. Přes krk probíhají dvě podélné tmavé linie. Všechny tmavé znaky jsou výraznější než u cibetky asijské (Viverra zibetha). Mezi lopatkami začíná hříva. Nohy jsou tmavé. Na zadní noze lze nalézt zbytky metatarzálních polštářků, které mají podobu dvou míst nepokrytých srstí.

## Rozšíření a habitat
V 19. století se cibetka pobřežní vyskytovala na celém území Malabárského pobřeží. Obývala lesy a bohatě zalesněné nížiny a občas vystupovala i do vyšších poloh. V oblasti Travankúru byla považována za hojnou. Do 60. let 20. století ale probíhalo rozsáhlé odlesňování oblasti, které postihlo většinu lesů, které tato cibetka přirozeně obývala. Na konci 60. let 20. století už byl tento druh považován za téměř vyhynulý. V roce 1987 byl jeden exemplář pozorován v Kérale. Ve stejném roce se také objevily dvě kůže této cibetky nedaleko Nilamburu v Kérale. V roce 1990 zde byly nalezeny další dvě kůže. Většina přežívající populace pravděpodobně obývala místní plantáže, protože byly málo narušené a poskytovaly hustý keřový a travnatý podrost. Tato stanoviště však byla ohrožována rozsáhlou výsadbou kaučukovníků.
Svědectví místních lovců naznačovala výskyt této cibetky ve chráněných oblastech státu Karnátaka ještě v 90. letech 20. století. Během výzkumu z dubna 2006 až března 2007 pomocí fotopastí však už v nížinných vždyzelených lesích Západního Ghátu a Kéraly nebyl získán žádný fotografický záznam této cibetky.

## Ekologie a chování
Cibetka pobřežní je považována za nočního živočicha, ale o její ekologii a chování v jejím přirozeném prostředí se ví jen velmi málo.

## Ohrožení
Ještě před několika desítkami let byly cibetky pobřežní místními obchodníky chovány pro civeton, který je hlavní složkou cibetu, ostře páchnoucí látky vylučované cibetkami z pachových žláz. Tato látka je využívána v medicíně a jako aromatická látka. Cibetky jsou ohrožovány také ničením a fragmentací jejich přirozených stanovišť a lovem.